# Leconte de Lisle
Charles Marie René Leconte de Lisle (22. oktober 1818 på Réunion – 17. juli 1894 i Voisins) var en fransk digter, der regnes som leder af digterkredsen Parnasset, der opstod i 1860'erne. 
Han studerede græsk, italiensk og historie i Rennes, og slog sig fra 1846 ned i Paris. Her udgav han sin første digtsamling, La Venus de Milo, som blev godt modtaget. Han blev i 1873 biblioteksassistent ved Palais du Luxembourg, og i 1886 blev han medlem af Académie française efter Victor Hugo. Han udgav foruden en række digtsamlinger og tragedier efter græsk forbillede en række prosaoversættelser af Theokrit, Homer, Hesiod, Aiskhylos, Sofokles, Euripides og Horats. Hans egne digte er inspireret af antikkens poeter og har en klassisk korrekt rytme, ligesom de er rige på eksotiske bekrivelser. 